# AMD XGP
AMD XGP(eXternal Graphics Platform)는 AMD의 노트북용 외부 그래픽 솔루션 브랜드이다. 이 기술은 코드명 퓨마 노트북 플랫폼 발표에 이어 2008년 6월 4일 컴퓨텍스 08 무역 박람회에서 발표되었다.

## 개발
원래 Hexus.net에서 R600 시리즈 그래픽 카드의 사이드 프로젝트로 보고했다. 코드명 라쏘(Lasso)인 이 프로젝트는 데스크톱 비디오 카드를 사용하는 외부 그래픽 솔루션이며, 데이터는 PCI-E 외부 케이블 사양(버전 1.0)에 정의된 대로 두 개의 케이블을 통해 전송된다. 이 프로젝트는 나중에 개발 상태를 알 수 없는 개발 지옥에 빠지게 된다. 2008년 6월, Computex 2008 근처에서 AMD가 노트북 컴퓨터용 외부 그래픽 솔루션을 준비하고 있지만 대신 독점 연결 솔루션을 사용하고 있다는 소문이 인터넷을 통해 표면화되었다. ATI XGP는 컴퓨텍스 2008 전시회 기간 동안 2008년 6월 4일에 공식적으로 발표되었다.